# José Bianco
José "Pepe" Bianco fue un escritor argentino, nacido en la ciudad de Buenos Aires en 1908 y fallecido en la misma ciudad en 1986. Cultivó la novela, el cuento y el ensayo. Incursionó también en el periodismo y en la traducción. Fue secretario de la revista Sur por dos décadas y Jorge Luis Borges se contaba entre sus admiradores.

## Biografía

### Comienzos
Comenzó su carrera literaria en marzo de 1929, con la publicación del cuento El Límite, en La Nación, en donde ya mostraba su estilo pulcro y elegante. Posteriormente publicaría La Pequeña Gyaros en 1932, con el que obtuvo el Premio Biblioteca del Jockey Club. En 1941 aparece una de sus obras maestras, Sombras suele vestir. Escrito originalmente para la antología de la literatura fantástica que realizaron Jorge Luis Borges, Silvina Ocampo y Adolfo Bioy Casares, Bianco se demoró en la escritura y la antología se publicó sin su relato en 1940 (apareció en este libro recién en 1967, en una nueva edición). En 1943 ve la luz otra de sus obras cumbres, Las Ratas. Cercano al comunismo en los 50 y luego al peronismo revolucionario en los 60.En 1958 sería arrestado por la dictadura de Pedro Eugenio Aramburu siendo liberado tras una intensa campaña de otros escritores.

### Período en la revista "Sur"
Algunas de sus obras fueron prologadas por Jorge Luis Borges, de quien era amigo. Formó parte del círculo de la revista Sur, fundada y dirigida por Victoria Ocampo, para luego formar parte del directorio como secretario de redacción, entre 1938 y 1961, año en que Ocampo decide separarlo de su puesto por su visita a Cuba, donde había triunfado la Revolución, y su participación como jurado en el Premio Casa de las Américas. En Sur fue donde apareció publicado por primera vez Sombras suele vestir, en su número 85 de octubre de 1941. También en las ediciones de Sur fue publicado Las Ratas. José Bianco fue muy amigo del escritor cubano Virgilio Piñera y de Juan José Hernández, cuyos herederos legaron a la Biblioteca Nacional los escritos y memorabilia de treinta años de amistad.

### Madurez
En 1961, comenzó con su trabajo dentro de EUDEBA, la editorial universitaria de Buenos Aires, a la que renuncia en 1967, por causa de la intervención de la dictadura de Juan Carlos Onganía, quien había accedido al poder en 1966.
En el año 1973 publicó su novela La pérdida del reino, un roman à clef que tiene como protagonistas a la alta sociedad de Buenos Aires y Córdoba, y al ambiente artístico e intelectual de la París de posguerra. Con una prosa refinada y medida, narra la historia de un escritor que se debate entre el amor y la imposibilidad de escribir. Esta obra se inscribe en la genealogía literaria que trazan dos autores faros para Bianco, Henry James y Marcel Proust.
Murió en Buenos Aires, en 1986, por complicaciones respiratorias.

## Obra
Prosa
- Sombras suele vestir y otros relatos. Ediciones Atalanta, Vilaür 2013, ISBN 978-84-939635-9-0.
- La pequeña Gyaros. Cuentos. Neuaufl. Seix Barral, Barcelona 1994, ISBN 950-731-093-2.
- La pérdida del reino. Novela. Ediciones B, Barcelona 1987, ISBN 84-7735-098-1.
- Las ratas. Novela. Seguido de „Sombras suele vestir“. Editorial Anagrama, Barcelona 1987, ISBN 84-339-1752-8.
- Sombras suele vestir. Novela. Emecé, Cuadernos de la Quimera, Buenos Aires, 1944. (Había aparecido previamente en la revista Sur, en 1941).

Ensayo
- Ficción y realidad. 1946-1976. Monte Avíla, Caracas 1977.

Todo es claro y distinto, como en el ideal francés del bien decir y el bien pensar. Bianco es acaso uno de los ensayistas americanos de oraciones más extensas en toda la historia de nuestras letras. Y no agobia ni confunde. No grita ni increpa. Es el suyo un aire pródigo que se extiende sin prisas ni nerviosismo, combina sus hebras, declara, ejemplifica, matiza y hace alusiones laterales, todo en la misma oración muchas veces, y siempre en el mismo párrafo.
Alberto Paredes

Traducciones
José Bianco realizó notables traducciones de obras de Henry James, Jean Paul Sartre, Julien Benda, Ambrose Bierce, entre otros.